# Splash
Splash és una pel·lícula estatunidenca de fantasia i també còmico-romàntica de 1984 que va ser dirigida per Ron Howard. Escrita per Lowell Ganz i Babaloo Mandel explica la història d'una sirena (Daryl Hannah) que s'enamora del protagonista, Allen (Tom Hanks).
És una de les primeres pel·lícules produïdes per Touchstone Films, una companyia de Disney, que es va especialitzar en pel·lícules destinades també al públic adult. Abans d'oferir-li el paper principal a Tom Hanks, se li va oferir a John Travolta, Bill Murray i Dudley Moore, els quals el van rebutjar. I abans que oferir-li el paper a Daryl Hannah, es contactar amb Sissy Spacek, Debra Winger i Jane Fonda, les quals el van rebutjar. Fou el primer èxit de Tom Hanks en el cinema, i Daryl Hannah es va convertir en una actriu popular amb el seu paper de sirena.

## Argument
El 1964, Allen Bauer (David Kreps) marxa de vacances amb els seus pares i el seu germà Freddy (Jason Late) cap a Cap Cod. Navegant en un vaixell, de cop es llança al mar perquè veu alguna cosa estrany, la qual cosa resulta ser una nena sirena (Shayla Mackarvich). Anys més tard, quan ja és adult (Tom Hanks), cau a l'aigua en el mateix lloc, i la mateixa sirena (Daryl Hannah) el rescata. La cua, a la sirena, se li transforma en cames quan està seca i aquestes tornen a convertir-se en cua quan es mulla.
La sirena sent nostàlgia d'Allen i el busca a Nova York; sap on trobar-lo gràcies a la cartera que li havia caigut a l'aigua. Abans de sortir a la superfície es vista casualment per un científic que estava bussejant i que va intentar fer-li una foto però la sirena va fugir abans que pogués fer-ho.
Apareix nua en la base de l'Estàtua de la Llibertat davant tota la gent i és detinguda. Com porta la cartera d'Allen, l'avisen i la porta a casa. La sirena no parla gens l'idioma però l'aprèn ràpidament veient la televisió, va a grans magatzems per comprar-se roba i s'adapta a la vida humana i decideix anomenar-se Madison. Es queda a viure amb Allen molt temps i per fi decideixen casar-se sense que Allen conegui la seva veritable personalitat.
Mentrestant, el científic que la va veure en el mar, s'adona que la dona que va aparèixer nua enfront de tothom és la sirena que havia vist dins l'aigua i va a Nova York a investigar. Després de diversos intents fallits finalment la troba i aconsegueix desemmascarar-la, demostrant la seva veritable naturalesa al mullar-la; els seus peus es transformen en cua davant de molts testimonis just al moment en el qual la sirena li anava a revelar a Allen el seu secret. Tant Allen com la sirena són portats a la força a un centre científic, encara que Allen és alliberat poc després quan es comprova que és normal. El científic que ho havia descobert tot al final ajuda Allen i el seu germà a alliberar a la sirena.
Quan arriben al mar Madison ha de fugir perquè la policia i l'exèrcit la persegueixen. La sirena li diu a Allen que ella és la nena que ell havia vist dins l'aigua quan ell era nen i, si vol, pot acompanyar-la a la vida submarina; però, si ho fa, mai més podrà tornar. La sirena fuig i Allen després de pensar-ho molt decideix anar a viure amb ella, iniciant una nova vida a dins del mar.

## Repartiment
- Tom Hanks - Allen Bauer
- Daryl Hannah - Madison
- Eugene Levy - Walter Kornbluth
- John Candy - Freddie Bauer
- Dody Goodman - Mrs. Stimler
- Shecky Greene - Mr. Buyrite
- Richard B. Shull - Dr. Ross
- Bobby Di Cicco - Jerry
- Howard Morris - Dr. Zidell
- Tony DiBenedetto - Tim, el porter
- Patrick Cronin - Michaelson

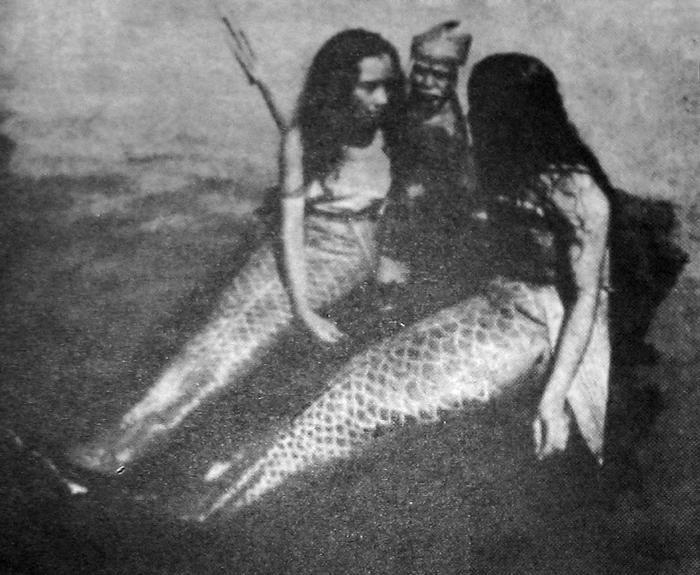
El film planteja l'existència de sirenes

- Charles Walker - El company de Michaelson
- David Knell - Claude
- Jeff Doucette - Junior
- Royce D. Applegate - Buckwalter

## Premis
La pel·lícula va estar nominada a un Oscar al millor guió original. Guanyà dos premis:
- Saturn Award for Best Actress per a Daryl Hannah.
- El premi al millor guió de la National Society of Film Critics per a Bruce Jay Friedman, Lowell Ganz, Babaloo Mandel.

## Seqüeles, remakes, novel·les
- Una seqüela, Splash Too (dirigida per Greg Antonacci), va aparèixer el 1988, però sense comptar amb el repartiment original. Només amb Dody Goodman repetint el seu paper original.
- Aquamarine (La meva amiga la sirena) és una pel·lícula similar estrenada el 2006 protagonitzada per Sara Paxton.
- El 2016, el productor Brian Grazer va dir que estava treballant en un remake de Splash. Grazer va dir que "hi hauria una estrella del cinema", probablement la sirena, i que estaria més a prop de l'esborrany anterior de Splash.[2]
- Es va fer una novel·la a partir de la pel·lícula, escrita per Ian Marter (sota el pseudònim de Ian Don) que va ser publicada per Target Books al Regne Unit.

## Cançons
- "Love Came for Me" per Rita Coolidge.
- "Stay With Me Tonight" per Jeffrey Osborne.
- "Wooly Bully" per Sam the Sham.
- "She Works Hard for the Money" per Donna Summer.
- "Zip-a-Dee-Doo-Dah" de Song of the South.
- "Concert per a piano núm. 1" de Frédéric Chopin.